# Jean-Marie Richard
Jean-Marie Richard (Contrecœur, 15 janvier 1879 - Contrecœur, 17 novembre 1955) est un homme politique québécois. Il était le député libéral de Verchères de 1921 à 1927.

## Biographie
Jean-Marie Richard a fait ses études dans sa ville natale au Collège de l'Assomption, puis à l'Université Laval (à ce moment à Montréal). Il exerça la profession de notaire de 1916 à 1949.
Après avoir été président de la commission scolaire de Contrecœur en 1917, il se présenta lors d'une élection partielle en 1921 pour le Parti libéral du Québec. Il fut élu dans le district de Verchères. Il se représenta avec succès à l'élection générale de 1923. Il fit fin à sa carrière politique au terme de son mandat en 1927
Il était membre des Chevaliers de Colomb.